# Anabasis
Anabasis ( Linné, 1753) est un genre de plantes appartenant à la famille des Amaranthacées, la sous-famille des Salsoloideae et la tribu Salsola. Elles sont répandues dans les zones arides du sud de l'Europe, d'Afrique du Nord et d'une partie de l'Asie.
Classification phylogénétique

## Distribution
Les plantes de ce genre sont répandues dans le sud-ouest de l'Europe, l'Afrique du Nord, le Moyen-Orient et l'Asie centrale, dans  les milieux steppiques ou semi-arides.
Dans le désert d'Arabie, les plantes du genre Anabasis poussent principalement en terrain sableux en association avec les Hammada, Fagonia et Astragalus.
Anabasis syriaca vit dans la steppe du Moyen-Orient, particulièrement dans le Neguev, sur des sols de lœss ou analogues, en communauté avec les quelques plantes adaptées à ce milieu : Poa sinaica, Carex pachystylis, Scrophularia deserti, Colchicum ritchii et Leopoldia longipes (en).

## Description
Les espèces du genre Anabasis sont annuelles ou pérennes sous forme d'herbes ou d'arbrisseau. Leurs tiges sont charnues et articulées, le plus souvent glabres hormis quelques touffes de poils sur les nœuds et, plus rarement, des trichomes duveteux ou en forme de papilles. Les feuilles opposées peuvent être petites et squamiformes ou normalement développées, les inflorescences en apex pointus ou compacts. Le fruit peut se présenter sous forme de baie ou de coque, allongé en hauteur ou  presque sphérique. Les fleurs, entre une et quatre par tige, se composent de cinq périanthes, 3 à 5 étamines et un ovaire avec deux ou trois stigmas courts et épais.

## Espèces
Selon Hossein Akhani, ce genre comte 29 espèces :
- Anabasis aphylla (en) L.
- Anabasis aretioides Moq. & Coss. (Syn. Fredolia aretioides (Moq. & Coss. ex Bunge) Ulbr.)
- Anabasis articulata, (Forssk.) Moq.
- Anabasis brevifolia (en), C. A. Mey.
- Anabasis brachiata, Fisch. & C. A. Mey.
- Anabasis calcarea, (Charif & Aellen) Bokhari & Wendelbo
- Anabasis cretacea, Pall.
- Anabasis ebracteolata  Korov. ex Botsch.
- Anabasis ehrenbergii  Schweinf. ex Boiss.
- Anabasis elatior  (C. A. Mey.) Schrenk
- Anabasis eriopoda  (Schrenk) Benth. ex Volkens
- Anabasis eugeniae (en), Iljin
- Anabasis ferganica, Drob.
- Anabasis gypsicola, Iljin
- Anabasis haussknechtii, Bunge ex Boiss.
- Anabasis iranica, Iljin
- Anabasis jaxartica, (Bunge) Benth. ex Volkens
- Anabasis lachnantha, Aellen & Rech. f.
- Anabasis macroptera, Moq.
- Anabasis oropediorum, Maire
- Anabasis paucifolia, M. Pop. ex Iljin
- Anabasis pelliotii, Danguy
- Anabasis prostrata, Pomel.
- Anabasis salsa, (C. A. Mey.) Benth. ex Volkens
- Anabasis syriaca, Iljin
- Anabasis tianschanica, Botsch.
- Anabasis truncata, (Schrenk) Bunge
- Anabasis turgaica, Iljin & Krasch.
- Anabasis turkestanica, Iljin & Korov[4].

## Chimie et pharmacologie
L'anabasine est un alcaloïde apparenté à la nicotine, extrait d'A. aphylla, plante du désert de la mer Caspienne. Elle est identifiée par A.P. Orechov et Gueorgui Menchikov (ru) en 1931. Elle est utilisée comme insecticide en URSS jusque vers 1970,.
Anabasis articulata, répandue en Algérie, est appréciée comme anti-inflammatoire. Anabasis syriaca, appelée rjem en arabe et taûssiya en berbère, est employée en Afrique du Nord sous forme de cataplasme pour les maladies de peau.